# عدنان القاروني
عدنان بن علوي بن علي آل عبد الجبار الحسيني القاروني البحراني (1302 هـ - 1348 هـ). هو رجل دين وفقيه شيعي بحراني كان من أبرز القيادات الدينية للطائفة الشيعية في البحرين. وكان محل توثيق وثناء جملة من علماء الشيعة، كالآغا بزرگ الطهراني،(1) وسلمان الخاقاني،(2) ومنهم من شهد له بالاجتهاد؛ كمحمد حسين النائيني،(3) وأبو الحسن الأصفهاني،(4) وغيرهم.

## ولادته ونشأته
أصل أسرته 'القاروني يعود إلى قرية توبلي غير أن ولادته كانت في قرية البلاد القديم بالبحرين سنة 1302 هـ. وقرأ المقدمات في البحرين على يده خاله علوي بن حسين القاروني الذي هاجر معه إلى المحمرة (خُرَّمشهر)، فدرس عنده فترة طويلة، ثم هاجر إلى النجف في سن مبكرة ليتتلمذ على أيدي عدد من علماء الشيعة المعروفين بالنجف في ذلك الوقت، ومنهم: هادي آل كاشف الغطاء، وضياء الدين العراقي، وعبد الكريم الزنجاني، ثم حضر أبحاث محمد حسين النائيني وأبو الحسن الأصفهاني ومحمد رضا آل ياسين.

## عودته الأولى إلى البحرين
رجع من هجرته العلمية إلى البحرين، واستقر بدار مولده البلاد القديم، وذلك بعد زواج بإبنه خاله علوي بن حسين القاروني سنة 1327 هـ، وقد التحق به جملة من طلاب العلوم الدينية كان من أبرزهم محمد علي المدني.

## هجرته الثانية إلى النجف
هاجر القاروني مرة أخرى إلى النجف بصحبة محمد علي المدني في سنة 1329 هـ (الموافق لسنة 1911 م)، وقد أقاما في النجف حتى نهاية عام 1334 هـ في السنة التي سيطرت فيه بريطانيا على العراق بعد انتصارها على الدولة العثمانية، واستظهر بعض الباحثين أن سبب عودتهما هو سوء الأوضاع السياسية وتور الأوضاع من جراء تصاعد الحرب العالمية الأولى.

## عودته الثانية إلى البحرين
بعد عودته الثانية إلى البحرين توفي سليمان بن أحمد آل حرز الذي كان علماً من أعلام الطائفة الشيعية في البحرين عموماً وفي قرية جد حفص خصوصاً، فاختلت بوفاته الساحة الدينية والقضائية، فاضطر أهالي قرية جد حفص وزعمائها لاستدعاء القاروني الذي كان يسكن البلاد القديم آنذاك، فقبل الدعوة لما وصلته بإلحاح من أهالي المنطقة، وقام بإمامة الجمعة والجماعة، وتصدى للأمور الحسبية، والوصاية على الأيتام، وقبول الامانات، كما قام بمواصلة البحث العلمي والتدريس.
وقد عمل في تلك الفترة مع رفيقه محمد علي المدني على تأسيس ديوان الأوقاف الجعفرية، فقد عملا على تسجيل الأوقاف من الدور والبساتين والنخيل والأراضي وشبكات صيد الأسماك في السواحل والبحار وغيرها من أوقاف، فيقول صاحب غاية المرام في ذكره لذلك: ”وقصدا لتسجيل الأوقاف في كل قرية وكل سيحة ومنطقة بوسائل مواصلات ذلك العصر (الحمير والبغال) وبمشقة بالغة، وكان للسيد جهود كبيرة في التأسيس ووضع القواعد الشرعية لوجوه الوقف“. وقد تم استئجار بيت في المنامة مقراً لديوان الأوقاف.
كما أسس في البحرين المدرسة المباركة العلوية عام 1347 هـ، وهي مدرسة أهلية خيرية أسست لتعليم أهل القرى، وجلب لإدارتها ناظر من العراق، ولما أسست دائرة المعارفة الحكومية تبدَّل اسمها إلى مدرسة الخميس الابتدائية، وهي إحدى المدارسس الحكومية المجانية منذ ذلك الوقت.

## مؤلفاته
له بعض الآثار المطبوعة والمخطوطة، ومنها:
| - هداية الوصول إلى علم الأصول. بحث في علم الأصول. - مشارق الشموس الدرية في أحقية مذهب الأخبارية. بحث في الأدلة الشرعية. - شمس العلوم المضية في شرح اللمعة الدمشقية. شرح على كتاب اللمعة الدمشقية. - غاية المرام في تقريب علم النحو إلى الإفهام. بحث في القواعد النحوية للغة العربية. | - آية الشفاء في منافع الذكر والدعاء. - دفتر الوقوفات. يُسمّى كذلك شعبياً دفتر سيد عدنان، ولاي يزال المرجع في المنازعات التي تحدث حول الأوقاف القديمة، إذ أنه السجل التأسيسي الموثق والمعتمد لإدارة الأوقاف الجعفرية والمحكمة الشرعية (الدائرة الجعفرية). |

كما دوّن مجموعة خطب الجمعة والأعياد التي كان يلقيها بين عامي 1340 هـ، و1348 هـ.

## الهوامش
- 1 - قال عنه الطهراني في ترجمته له بموسوعة طبقات أعلام الشيعة ما نصه: ”كان من أهل العلم البارعين، ورجال الفضل الكاملين. درس على علماء عصره ومشاهيره حتى حاز قسطاً وافراً من المعرفة، وحظي بسمعة من بلاده، وأحبه الناس وصار موجهاً مبجلاً“.[9]

- 2 - قال في حقه سلمان الخاقاني في مقدمة كتاب مشارق الشموس الدرية ما نصّه: ”كتابه خير دليل على جليل منزلته في العلم“.[10]

- 3 - نال القاروني إجازة اجتهاد من محمد حسين النائيني، وقد وصفه فيها بما نصّه: ”جناب السيد الجليل والشريف النبيل السيد عدنان السيد علوي آل عبد الجبار الموسوي البحراني قد أقام في النجف عدة سنين باذلاً جهده في الاستفادة من الأساطين، وقد حضر أبحاثي الفقهية والأصولية حضور تفهم وتحقيق وتعمق وتدقيق حتى بلغ رتبة الاجتهاد مقرونة بالصلاح والسداد“.[2]
- 4 - نال القاروني إجازة اجتهاد من أبي الحسن الأصفهاني، وقد قال عنه فيها ما نصّه: ”من أولئك الأعلام والأساطين البررة العظام الورع الثقة العدل جناب السيد عدنان بن السيد علوي بن عبد الجبار الموسوي البحراني فإنه أعزّه الله وصانه ورعاه ممن جدَّ وتعب فاجتهد وسما إلى أقصى معاني الكمال فحاز منها القدح العلي وصار ليث الأحكام وفصل الخصام“.[2]

### كتب
- غاية المرام في تاريخ الأعلام. السيد هاشم السيد سلمان السيد باقر، طبع البحرين، 2004 م، منشورات مكتبة المدني للمعلومات.

### إشارات مرجعية
1. 1 2  
السيد باقر، السيد هاشم السيد سلمان. غاية المرام في تاريخ الأعلام. ص. 112.
2. 1 2 3  
السيد باقر، السيد هاشم السيد سلمان. غاية المرام في تاريخ الأعلام. ص. 116.
3. 1 2  
السيد باقر، السيد هاشم السيد سلمان. غاية المرام في تاريخ الأعلام. ص. 113.
4. ↑  
السيد باقر، السيد هاشم السيد سلمان. غاية المرام في تاريخ الأعلام. ص. 117.
5. ↑  
السيد باقر، السيد هاشم السيد سلمان. غاية المرام في تاريخ الأعلام. ص. 119.
6. ↑  
السيد باقر، السيد هاشم السيد سلمان. غاية المرام في تاريخ الأعلام. ص. 120.
7. 1 2  
السيد باقر، السيد هاشم السيد سلمان. غاية المرام في تاريخ الأعلام. ص. 121.
8. ↑  
السيد باقر، السيد هاشم السيد سلمان. غاية المرام في تاريخ الأعلام. ص. 122.
9. ↑  
الطهراني، آغا بزرگ. نقباء البشر في القرن الرابع عشر. ص. 1265.
10. ↑  
السيد باقر، السيد هاشم السيد سلمان. غاية المرام في تاريخ الأعلام. ص. 115.